# Roetgen
Roetgen település Németországban, azon belül Észak-Rajna-Vesztfália tartományban. Lakosainak száma 8765 fő (2023. december 31.). Roetgen Aachen, Simmerath és Stolberg községekkel határos.

## Népesség
A település népességének változása:
| Lakosok száma | 8625 | 8640 | 8658 | 8727 | 8765 |
|               | 2017 | 2019 | 2021 | 2022 | 2023 |

## Képek

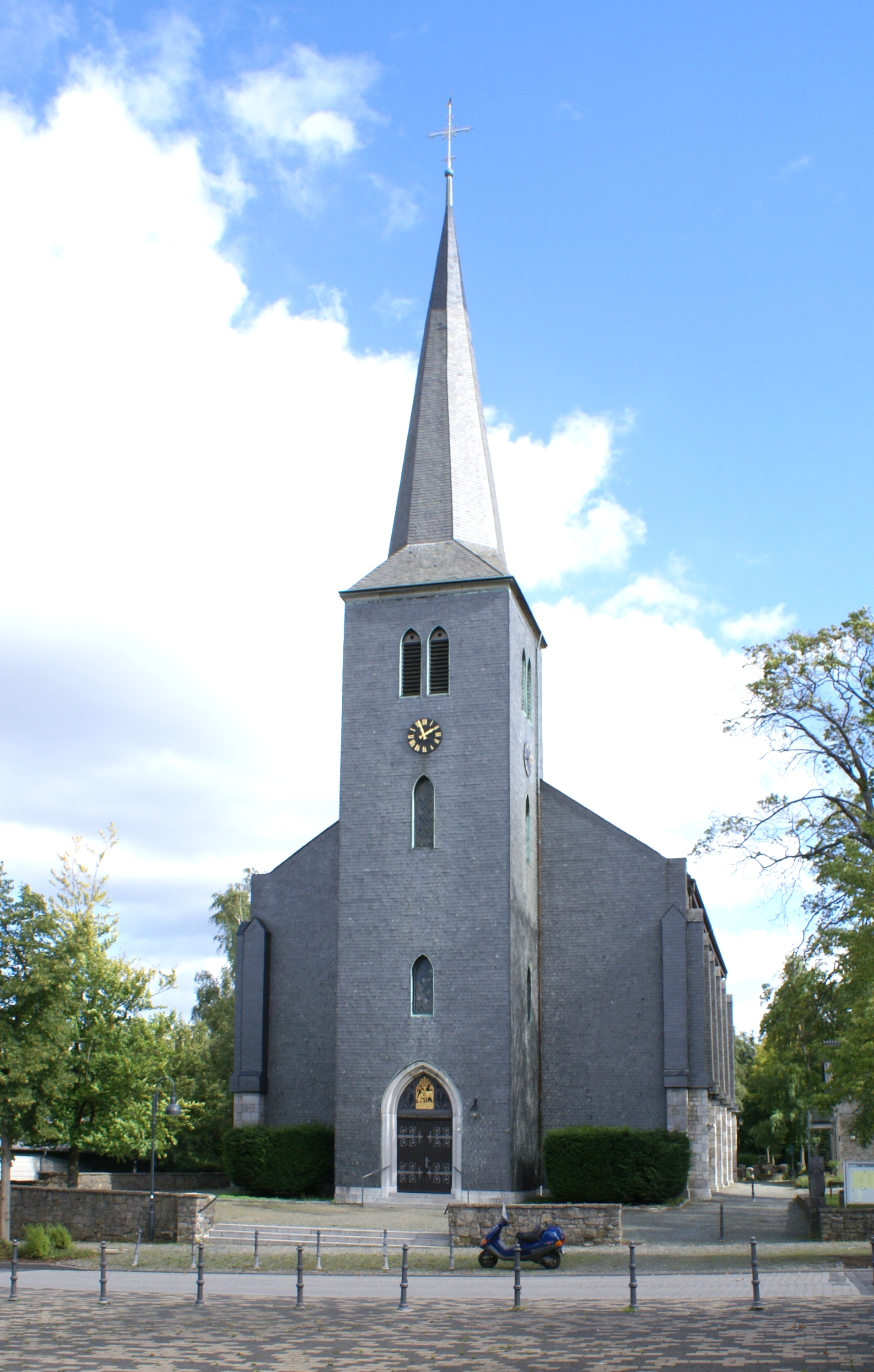
A katolikus templom
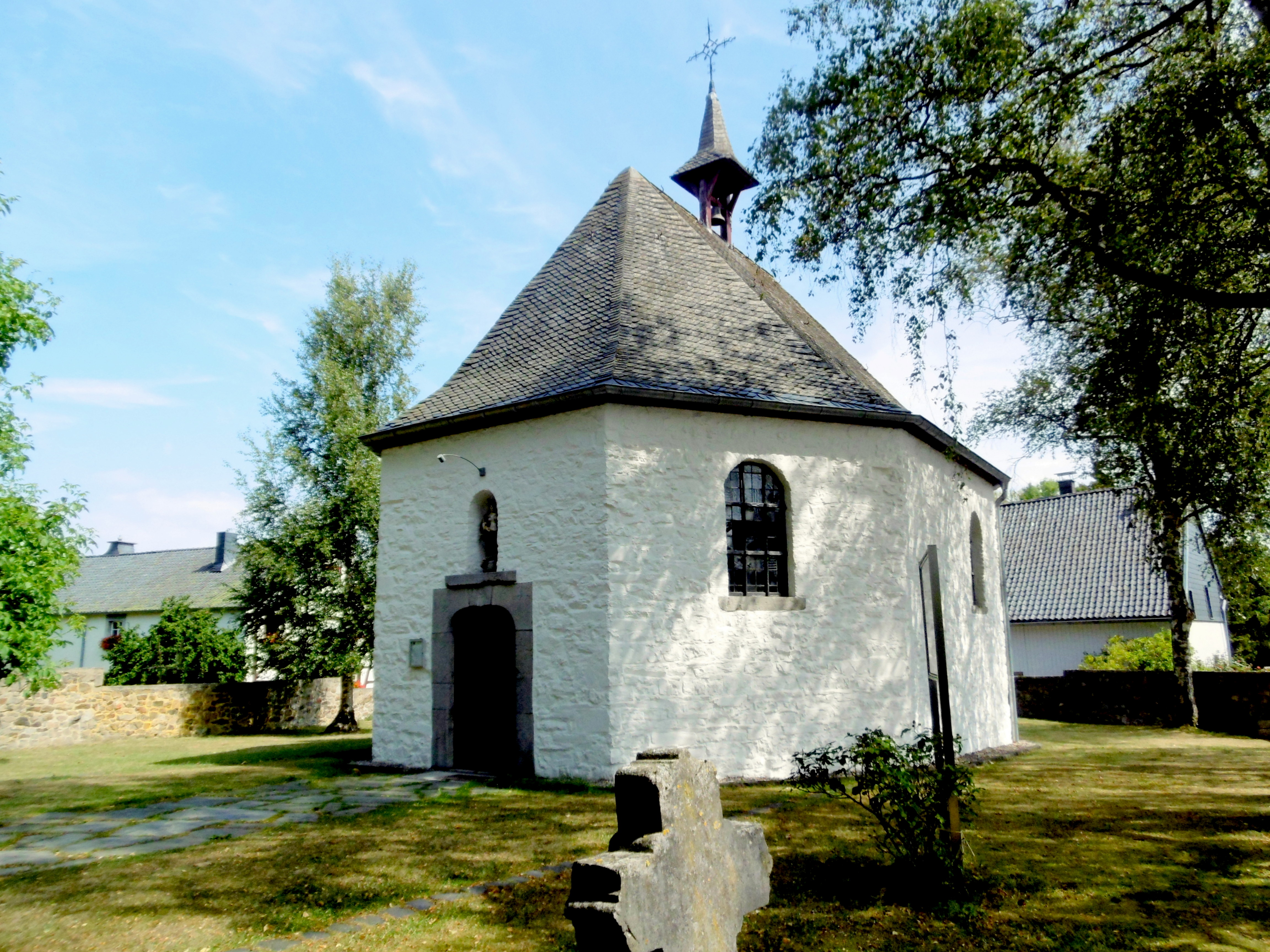
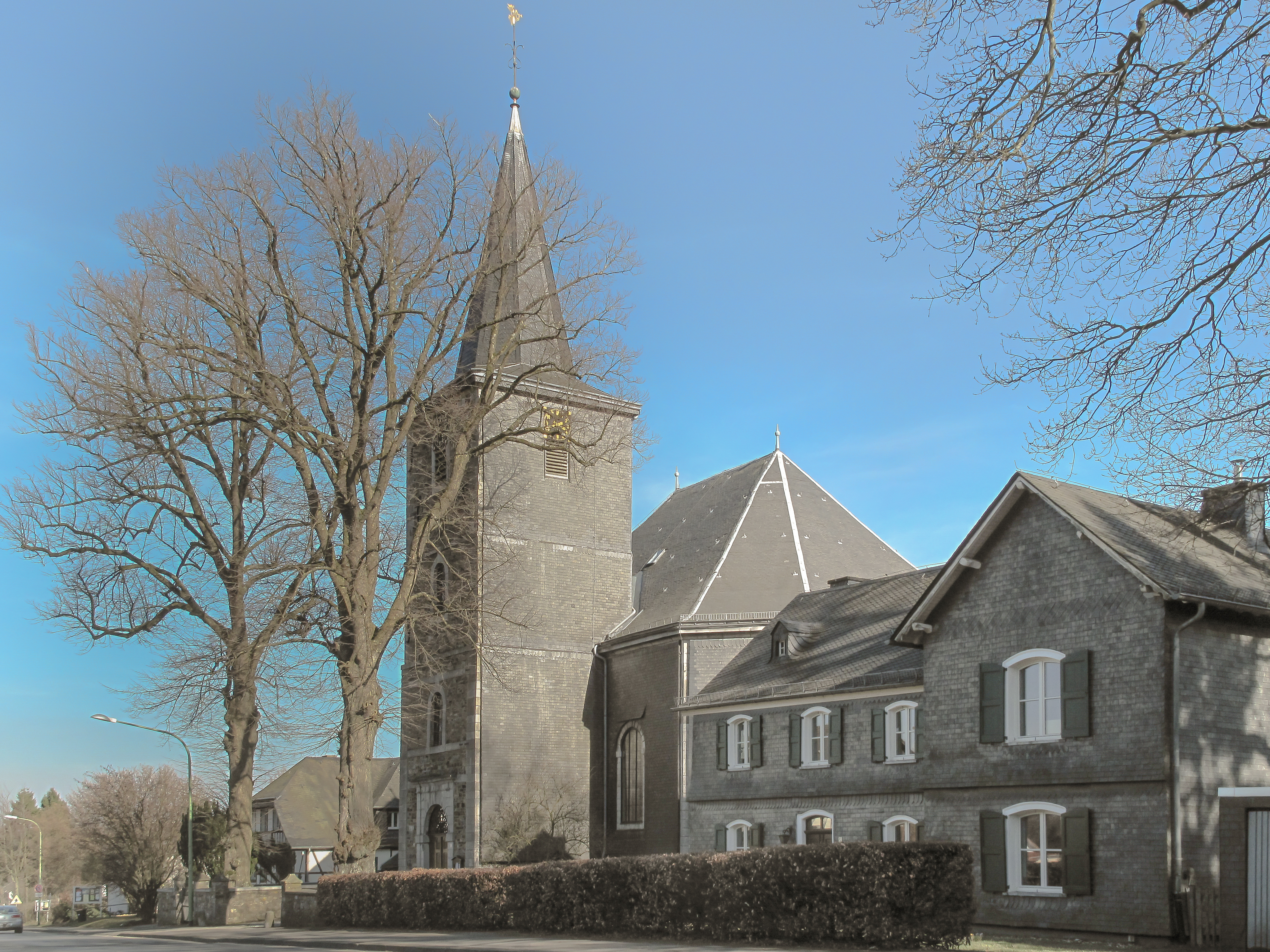
Az evangélikus templom
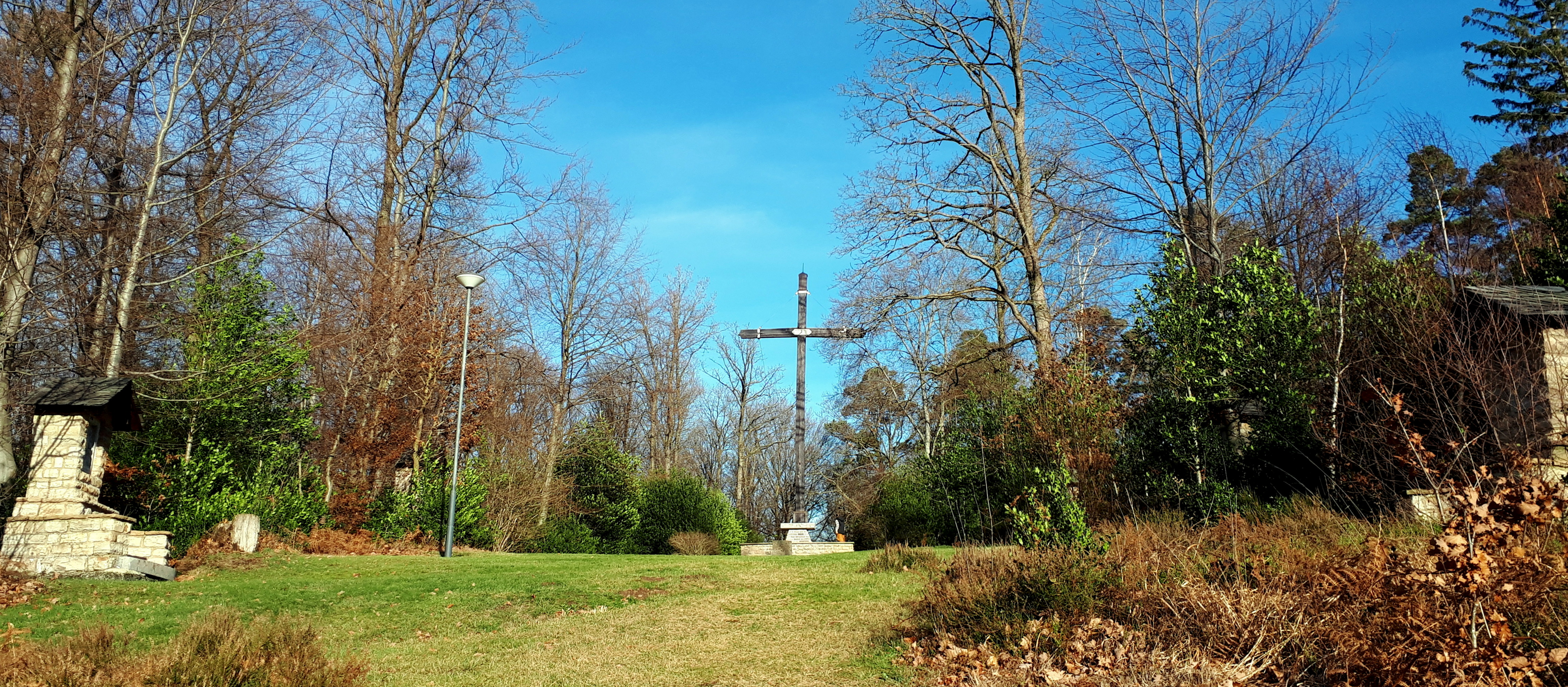
Kreuzweg Rott